# Limnephilus tiunovae
Limnephilus tiunovae là một loài Trichoptera trong họ Limnephilidae. Chúng phân bố ở miền Cổ bắc.